# Drank & drugs
Drank & drugs is een Nederlandse single van Lil' Kleine & Ronnie Flex uit 2015.
Het platenlabel Top Notch zag er in het begin geen hit in. Het was geen hiphop en paste niet goed bij de rest van de cd.  Volgens Lil' Kleine was het succes mede te danken aan het tijdstip van uitbrengen (vlak na examentijd) en de videoclip. De videoclip werd in de eerste maand vier miljoen keer bekeken op YouTube. Ze werd geregisseerd door Sam de Jong met actrice Olivia Lonsdale. Zij hadden eerder samengewerkt in de film Prins. Na het succes in Nederland sloeg het nummer ook aan in België, wat de rappers een optreden opleverde tijdens het jaarlijkse muziekfestival Pukkelpop. Er werden diverse parodieën gemaakt van het nummer. Een Duitse versie onder de naam „Stoff und Schnaps“ bereikte op YouTube meer dan 40 miljoen weergaven.

## Hitnoteringen
De single bereikte de eerste plaats in de Nederlandse Top 40 en de Mega Top 50. Radio 538 verkoos het nummer tot Dancesmash, waarmee het de 1100e Dancesmash en ook de eerste Nederlandstalige Dancesmash ooit werd.  

### Nederlandse Top 40
| Hitnotering: 13-06-2015 t/m 12-09-2015 | Hitnotering: 13-06-2015 t/m 12-09-2015 | Hitnotering: 13-06-2015 t/m 12-09-2015 | Hitnotering: 13-06-2015 t/m 12-09-2015 | Hitnotering: 13-06-2015 t/m 12-09-2015 | Hitnotering: 13-06-2015 t/m 12-09-2015 | Hitnotering: 13-06-2015 t/m 12-09-2015 | Hitnotering: 13-06-2015 t/m 12-09-2015 | Hitnotering: 13-06-2015 t/m 12-09-2015 | Hitnotering: 13-06-2015 t/m 12-09-2015 | Hitnotering: 13-06-2015 t/m 12-09-2015 | Hitnotering: 13-06-2015 t/m 12-09-2015 | Hitnotering: 13-06-2015 t/m 12-09-2015 | Hitnotering: 13-06-2015 t/m 12-09-2015 | Hitnotering: 13-06-2015 t/m 12-09-2015 | Hitnotering: 13-06-2015 t/m 12-09-2015 |
| Week:                                  | 1                                      | 2                                      | 3                                      | 4                                      | 5                                      | 6                                      | 7                                      | 8                                      | 9                                      | 10                                     | 11                                     | 12                                     | 13                                     | 14                                     |                                        |
| -------------------------------------- | -------------------------------------- | -------------------------------------- | -------------------------------------- | -------------------------------------- | -------------------------------------- | -------------------------------------- | -------------------------------------- | -------------------------------------- | -------------------------------------- | -------------------------------------- | -------------------------------------- | -------------------------------------- | -------------------------------------- | -------------------------------------- | -------------------------------------- |
| Positie:                               | 34                                     | 8                                      | 1                                      | 1                                      | 1                                      | 3                                      | 3                                      | 3                                      | 5                                      | 7                                      | 10                                     | 17                                     | 23                                     | 33                                     | uit                                    |

### Mega Top 50
| Hitnotering: 13-06-2015 t/m 03-10-2015 | Hitnotering: 13-06-2015 t/m 03-10-2015 | Hitnotering: 13-06-2015 t/m 03-10-2015 | Hitnotering: 13-06-2015 t/m 03-10-2015 | Hitnotering: 13-06-2015 t/m 03-10-2015 | Hitnotering: 13-06-2015 t/m 03-10-2015 | Hitnotering: 13-06-2015 t/m 03-10-2015 | Hitnotering: 13-06-2015 t/m 03-10-2015 | Hitnotering: 13-06-2015 t/m 03-10-2015 | Hitnotering: 13-06-2015 t/m 03-10-2015 | Hitnotering: 13-06-2015 t/m 03-10-2015 | Hitnotering: 13-06-2015 t/m 03-10-2015 | Hitnotering: 13-06-2015 t/m 03-10-2015 | Hitnotering: 13-06-2015 t/m 03-10-2015 | Hitnotering: 13-06-2015 t/m 03-10-2015 | Hitnotering: 13-06-2015 t/m 03-10-2015 | Hitnotering: 13-06-2015 t/m 03-10-2015 | Hitnotering: 13-06-2015 t/m 03-10-2015 | Hitnotering: 13-06-2015 t/m 03-10-2015 |
| Week:                                  | 1                                      | 2                                      | 3                                      | 4                                      | 5                                      | 6                                      | 7                                      | 8                                      | 9                                      | 10                                     | 11                                     | 12                                     | 13                                     | 14                                     | 15                                     | 16                                     | 17                                     |                                        |
| -------------------------------------- | -------------------------------------- | -------------------------------------- | -------------------------------------- | -------------------------------------- | -------------------------------------- | -------------------------------------- | -------------------------------------- | -------------------------------------- | -------------------------------------- | -------------------------------------- | -------------------------------------- | -------------------------------------- | -------------------------------------- | -------------------------------------- | -------------------------------------- | -------------------------------------- | -------------------------------------- | -------------------------------------- |
| Positie:                               | 2                                      | 3                                      | 1                                      | 1                                      | 1                                      | 3                                      | 3                                      | 5                                      | 8                                      | 10                                     | 12                                     | 13                                     | 17                                     | 20                                     | 29                                     | 35                                     | 40                                     | uit                                    |

### NederlandseSingle Top 100
| Hitnotering: 18-04-2015 t/m 09-01-2016 | Hitnotering: 18-04-2015 t/m 09-01-2016 | Hitnotering: 18-04-2015 t/m 09-01-2016 | Hitnotering: 18-04-2015 t/m 09-01-2016 | Hitnotering: 18-04-2015 t/m 09-01-2016 | Hitnotering: 18-04-2015 t/m 09-01-2016 | Hitnotering: 18-04-2015 t/m 09-01-2016 | Hitnotering: 18-04-2015 t/m 09-01-2016 | Hitnotering: 18-04-2015 t/m 09-01-2016 | Hitnotering: 18-04-2015 t/m 09-01-2016 | Hitnotering: 18-04-2015 t/m 09-01-2016 | Hitnotering: 18-04-2015 t/m 09-01-2016 | Hitnotering: 18-04-2015 t/m 09-01-2016 | Hitnotering: 18-04-2015 t/m 09-01-2016 | Hitnotering: 18-04-2015 t/m 09-01-2016 | Hitnotering: 18-04-2015 t/m 09-01-2016 | Hitnotering: 18-04-2015 t/m 09-01-2016 | Hitnotering: 18-04-2015 t/m 09-01-2016 | Hitnotering: 18-04-2015 t/m 09-01-2016 | Hitnotering: 18-04-2015 t/m 09-01-2016 | Hitnotering: 18-04-2015 t/m 09-01-2016 | Hitnotering: 18-04-2015 t/m 09-01-2016 | Hitnotering: 18-04-2015 t/m 09-01-2016 | Hitnotering: 18-04-2015 t/m 09-01-2016 | Hitnotering: 18-04-2015 t/m 09-01-2016 | Hitnotering: 18-04-2015 t/m 09-01-2016 | Hitnotering: 18-04-2015 t/m 09-01-2016 | Hitnotering: 18-04-2015 t/m 09-01-2016 | Hitnotering: 18-04-2015 t/m 09-01-2016 | Hitnotering: 18-04-2015 t/m 09-01-2016 | Hitnotering: 18-04-2015 t/m 09-01-2016 | Hitnotering: 18-04-2015 t/m 09-01-2016 | Hitnotering: 18-04-2015 t/m 09-01-2016 | Hitnotering: 18-04-2015 t/m 09-01-2016 | Hitnotering: 18-04-2015 t/m 09-01-2016 | Hitnotering: 18-04-2015 t/m 09-01-2016 | Hitnotering: 18-04-2015 t/m 09-01-2016 |
| Week:                                  | 1                                      | 2                                      | 3                                      | 4                                      | 5                                      | 6                                      | 7                                      | 8                                      | 9                                      | 10                                     | 11                                     | 12                                     | 13                                     | 14                                     | 15                                     | 16                                     | 17                                     | 18                                     | 19                                     | 20                                     | 21                                     | 22                                     | 23                                     | 24                                     | 25                                     | 26                                     | 27                                     | 28                                     | 29                                     | 30                                     | 31                                     | 32                                     | 33                                     | 34                                     | 35                                     |                                        |
| -------------------------------------- | -------------------------------------- | -------------------------------------- | -------------------------------------- | -------------------------------------- | -------------------------------------- | -------------------------------------- | -------------------------------------- | -------------------------------------- | -------------------------------------- | -------------------------------------- | -------------------------------------- | -------------------------------------- | -------------------------------------- | -------------------------------------- | -------------------------------------- | -------------------------------------- | -------------------------------------- | -------------------------------------- | -------------------------------------- | -------------------------------------- | -------------------------------------- | -------------------------------------- | -------------------------------------- | -------------------------------------- | -------------------------------------- | -------------------------------------- | -------------------------------------- | -------------------------------------- | -------------------------------------- | -------------------------------------- | -------------------------------------- | -------------------------------------- | -------------------------------------- | -------------------------------------- | -------------------------------------- | -------------------------------------- |
| Positie:                               | 82                                     | 67                                     | 67                                     | 72                                     | 67                                     | 57                                     | 53                                     | 30                                     | 5                                      | 1                                      | 1                                      | 1                                      | 1                                      | 2                                      | 2                                      | 3                                      | 4                                      | 4                                      | 8                                      | 10                                     | 11                                     | 12                                     | 20                                     | 25                                     | 38                                     | 37                                     | 43                                     | 47                                     | 57                                     | 69                                     | 67                                     | 88                                     | 95                                     | 93                                     | 86                                     | uit                                    |

### VlaamseUltratop 50
| Hitnotering: 27-06-2015 t/m 24-10-2015 | Hitnotering: 27-06-2015 t/m 24-10-2015 | Hitnotering: 27-06-2015 t/m 24-10-2015 | Hitnotering: 27-06-2015 t/m 24-10-2015 | Hitnotering: 27-06-2015 t/m 24-10-2015 | Hitnotering: 27-06-2015 t/m 24-10-2015 | Hitnotering: 27-06-2015 t/m 24-10-2015 | Hitnotering: 27-06-2015 t/m 24-10-2015 | Hitnotering: 27-06-2015 t/m 24-10-2015 | Hitnotering: 27-06-2015 t/m 24-10-2015 | Hitnotering: 27-06-2015 t/m 24-10-2015 | Hitnotering: 27-06-2015 t/m 24-10-2015 | Hitnotering: 27-06-2015 t/m 24-10-2015 | Hitnotering: 27-06-2015 t/m 24-10-2015 | Hitnotering: 27-06-2015 t/m 24-10-2015 | Hitnotering: 27-06-2015 t/m 24-10-2015 | Hitnotering: 27-06-2015 t/m 24-10-2015 | Hitnotering: 27-06-2015 t/m 24-10-2015 | Hitnotering: 27-06-2015 t/m 24-10-2015 | Hitnotering: 27-06-2015 t/m 24-10-2015 |
| Week:                                  | 1                                      | 2                                      | 3                                      | 4                                      | 5                                      | 6                                      | 7                                      | 8                                      | 9                                      | 10                                     | 11                                     | 12                                     | 13                                     | 14                                     | 15                                     | 16                                     | 17                                     | 18                                     |                                        |
| -------------------------------------- | -------------------------------------- | -------------------------------------- | -------------------------------------- | -------------------------------------- | -------------------------------------- | -------------------------------------- | -------------------------------------- | -------------------------------------- | -------------------------------------- | -------------------------------------- | -------------------------------------- | -------------------------------------- | -------------------------------------- | -------------------------------------- | -------------------------------------- | -------------------------------------- | -------------------------------------- | -------------------------------------- | -------------------------------------- |
| Positie:                               | 42                                     | 23                                     | 13                                     | 8                                      | 4                                      | 3                                      | 4                                      | 5                                      | 6                                      | 5                                      | 8                                      | 13                                     | 16                                     | 21                                     | 31                                     | 26                                     | 37                                     | 48                                     | uit                                    |